# Върбица (област Велико Търново)
Вижте пояснителната страница за други значения на Върбица.
Върбица е село в Северна България. То се намира в община Горна Оряховица, област Велико Търново. Старото име на селото е Влашица.

## География
Село Върбица е разположено североизточно на около 16 км от гр. Горна Оряховица на левия бряг на река Янтра, в североизточното подножие на възвишението „Ташла баир“.

## История
До 1937 г. името на селото е било Влашица. Относно произхода на името има две предания, като според първото селото е носи името си от турчина Улах бей, а според второто името дошло от власите катунари.
По спомените на подполковник Етимов от 1883 г. селото е образувано на това място от пет спахийски конници начело с Улах бей. Има обаче доказателства, че на това място е имало живот още по времето на траките – намерени са останки от укрепено селище и могила на древен тракийски воин. През 1934 – 1937 г. тук са открити и тетрадрахми от о-в Тасос и от Марония. В двора на църквата е открита и друга могила наричана „Джамията“.
Според друга версия селището е основано от двама преселници от казанлъшкото с. Енина – Христо и Павел, които се заселили с родовете си през 1760 г. в близост до пет спахийски семейства /днес в централната част на селото/ след взаимното съгласие от тяхна страна и от страна на спахиите. След известно време идват и други заселници от Дряновския Балкан и Лясковско. Църквата „Св. Георги“ е освнована през 1858 г., като сегашната сграда вероятно е от 1884 г. Читалището е изградено през 1896 г., а кооперацията – през 1904 г.
В Руско-турската освободителна война се включват много доброволци от селото. След Освобождението се развива най-вече земеделието. Доброволци от селото се включват и в балканските войни и в Първата световна война. Несъмнено най-значима и развита през вековете в селището остава културата, поддържана от местното читалище и училище.
- Първото килийно училище отваря врати в началото на 1846 г. и се помещава в къщата на Недю Драгошинов. Посещавано било от 25 – 30 момчета от 12 до 18 години.
- От 1863/1864 учебна година за училище се използва килия, построена до църквата „Св. Георги“ и се въвежда заимоучителната метода.
- През учебната 1879 – 1880 г. е въведено изучаването на буквите по азбучната метода. Учениците се разделят в 4 отделения и завършват с изпити.
- През 1890 година е изградено училище с четири класни стаи, което изгаря при неумишлен палеж през 1944 г.
- През учебната 1910/11 г. за пръв път в селото се открива прогимназия с един клас. През следващата учебна година училището има вече два прогимназиални класа.
- През януари 1938 г. е построена нова и просторна училищна сграда с осем класни стаи. Училището се именува „Васил Левски“, става основно и в него се обучават 257 ученици.
- През март 1961 г. започва строежа на пристройка от две класни стаи, работилница и физкултурен салон.
- От учебната 1997/98 г. ОУ „Христо Смирненски“ в с. Горски Долен Тръмбеш преминава под прякото ръководство на ОУ „Васил Левски“, с. Върбица.

## Население
Численост на населението според преброяванията през годините:
| \| Година на преброяване \| Численост \| \| --------------------- \| --------- \| \| 1934 \| 1859 \| \| 1946 \| 2045 \| \| 1956 \| 1876 \| \| 1965 \| 1647 \| \| 1975 \| 1521 \| \| 1985 \| 1327 \| \| 1992 \| 1224 \| \| 2001 \| 1169 \| \| 2011 \| 1070 \| \| 2021 \| 544 \| |           |
| Година на преброяване | Численост |
| 1934 | 1859      |
| 1946 | 2045      |
| 1956 | 1876      |
| 1965 | 1647      |
| 1975 | 1521      |
| 1985 | 1327      |
| 1992 | 1224      |
| 2001 | 1169      |
| 2011 | 1070      |
| 2021 | 544       |

### Етнически състав
Преброяване на населението през 2011 г.
Численост и дял на етническите групи според преброяването на населението през 2011 г.:
|                     | Численост | Дял (в %) |
| Общо                | 1070      | 100.00    |
| Българи             | 390       | 36.44     |
| Турци               | 181       | 16.91     |
| Цигани              | 13        | 1.21      |
| Други               |           |           |
| Не се самоопределят |           |           |
| Неотговорили        | 475       | 44.39     |

## Религии
Ислям и православно християнство

## Обществени институции
- Основно училище „Васил Левски“
- Народно читалище „Градина – Върбица 1894“
- Църква „Св. Георги“
- Джамия

## Културни и природни забележителности
- Църквата „Св. Георги“. В двора ѝ се намира единственият паметник на загиналите руски воини в община Горна Оряховица.
- Паметник на загиналите в Балканските войни и в Първата световна война жители на селото

## Редовни събития
- На 6 май (Гергьовден) е традиционният ежегоден събор на селото
- В средата на месец май, традиционно се провежда фолклорен празник „Върбица празнува-празник на дрипавата баница“

## Личности
Родени във Върбица
- Тодор Етимов (1867 – ?) – български офицер, подполковник
- Стойка Кръстева - олимпийски шампион по бокс, категория 57 кг от Токио (2020)